# Ben Gastauer
Ben Gastauer (Dudelange, 1987. november 14. –) luxemburgi profi kerékpáros. 2021-ben visszavonult a versenyzéstől.

## Eredményei
2009
1., Luxemburgi országúti bajnokság - Mezőnyverseny - U23 
1., Luxemburgi országúti bajnokság - Időfutam-bajnokság - U23 
2010
3., Luxemburgi országúti bajnokság - Mezőnyverseny
6., összetettben - Paris - Corréze
8., Luxemburgi országúti bajnokság - Időfutam-bajnokság
2011
8., Luxemburgi országúti bajnokság - Mezőnyverseny

## Grand Tour eredményei
| Grand Tour | 2011 | 2012 |
| ---------- | ---- | ---- |
| Giro       | 88.  |      |
| Tour       | -    |      |
| Vuelta     | -    |      |